# راسل آلن (بازیکن فوتبال)
راسل آلن (انگلیسی: Russell Allen؛ زادهٔ ۹ ژانویهٔ ۱۹۵۴) بازیکن فوتبال اهل بریتانیا است.
از باشگاه‌هایی که در آن بازی کرده‌است می‌توان به باشگاه فوتبال وست برومویچ آلبیون، باشگاه فوتبال منزفیلد تاون، باشگاه فوتبال ترانمره راورز، و باشگاه فوتبال بوستون یونایتد اشاره کرد.